# Hasel
Hasel (que significa literalmente «avellana») es un municipio situado en el distrito de Lörrach, en el estado federado de Baden-Wurtemberg, Alemania. Tiene una población estimada, a fines de septiembre de 2022, de 1141 habitantes.
La aldea de Hasel fue mencionada por vez primera en un documento del monasterio de San Galo de 820 como "Hasalaho".

## Puntos de interés
- Erdmannshöhle (cueva de estalactitas con visitas guiadas)